# Allingawier
Allingawier is een terpdorp in de gemeente Súdwest-Fryslân, in de Nederlandse provincie Friesland. Allingawier ligt tussen Idsegahuizum en Exmorra ten zuidoosten van Makkum. Het dorp ligt aan een opvaart van het Van Panhuyskanaal. Allingawier leunt qua voorzieningen veel op Exmorra. De twee dorpen zouden als tweelingdorp kunnen worden gezien. Tussen de beide dorpen ligt het Van Panhuyskanaal. In 2023 telde het dorp 80 inwoners, waarvan zo'n 15 in de eigenlijke dorpskern wonen. In het postcodegebied van Allingawier ligt de buurtschap Vierhuizen.

## Geschiedenis
Allingawier is ontstaan op een terp in laag gelegen land. Het dorp lag op een landtong omringd door meren en meertjes. In het buitengebied van het dorp vestigden zich enkele boeren, die vooral in de 20e eeuw in aantal toenamen. Het dorp zelf bleef echter klein.
In circa 1275 werd de plaats vermeld als Alingwere, in 1379 als Alingwere, in 1505 als Allingwyer, in 1511 als Allingewer en in 1936 als Allingawier. De plaatsnaam zou kunnen wijzen op een opgeworpen hoogte (wier) die bewoond werd door de familie Alinge, van de persoon Ale.
Tot 2011 lag Allingawier in de voormalige gemeente Wonseradeel.

## Aldfaers Erf en landgoed

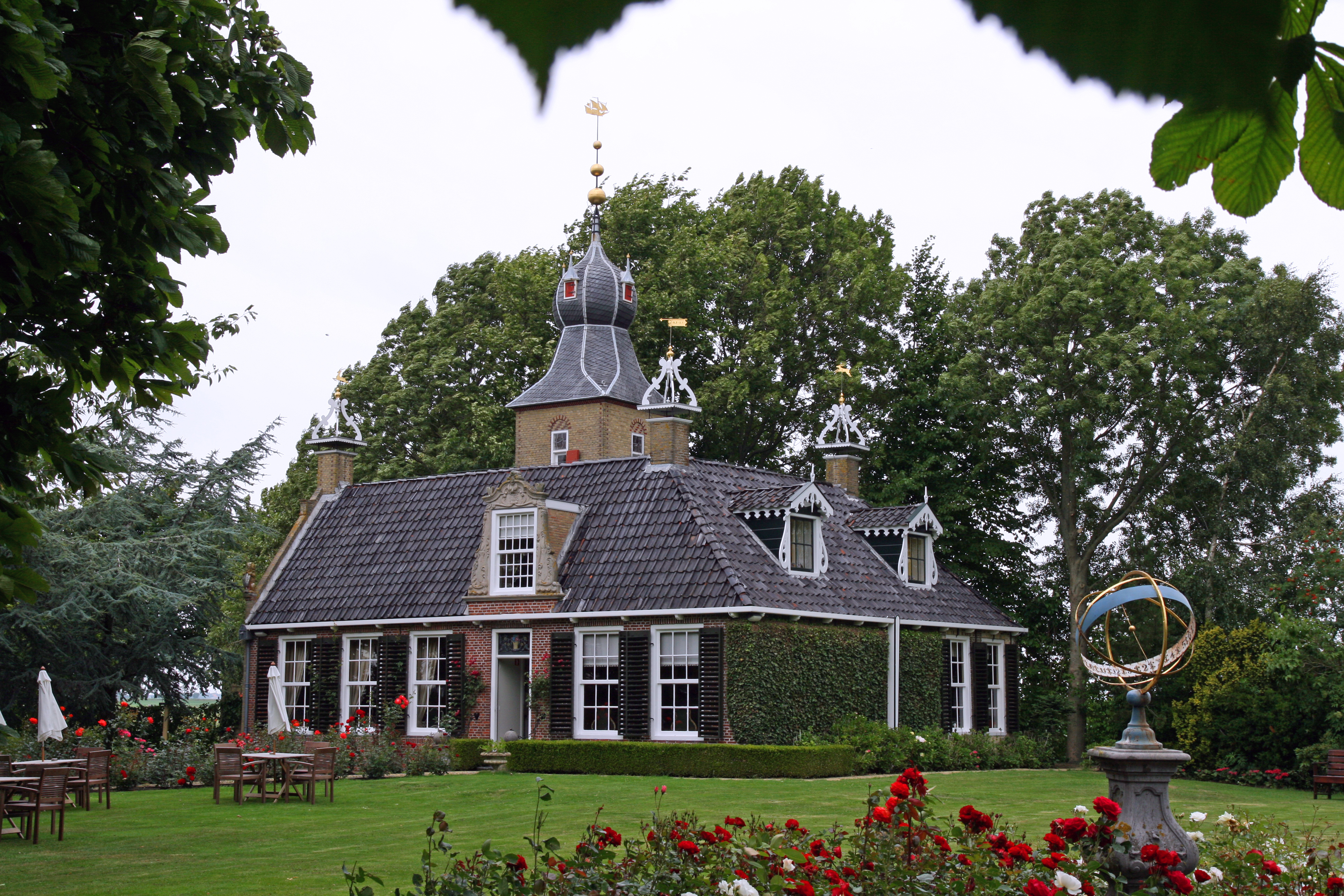
de Allingastate

Het dorp was voor een belangrijk deel ingericht als een openluchtmuseum. Het maakt voor een deel uit van het dorpsmuseum Aldfaers Erf. Maar wegens financiële problemen moesten een aantal panden worden verkocht. Zo concentreert het dorpsmuseum zich meer op de museumboerderij De Izeren Ko, vernoemd naar de uit 1970 daterende paaltjasker die erbij behoort. De verkochte panden maken nog wel deel uit van de museumroute van het dorpsmuseum door de dorpen Allingawier, Exmorra en Piaam. 
Vlak bij het dorp staat het landgoed Allingastate, met overnachtingsmogelijkheden voor gasten.

## Kerken
De Grote Kerk (hervormde kerk) van het dorp ligt op een terp en dateert van 1635 als opvolger van een oudere kerk, die van voor het jaar 1000 stamde. De kerk was onderdeel van museumdorp Aldfaers Erf. De laatste reguliere kerkdienst was in 1984. De kerk wordt gebruikt als cultureel centrum.
De andere kerk is de Gereformeerde kerk uit 1893 die ook deel uit maakt van het museum, als een expositiekerk.

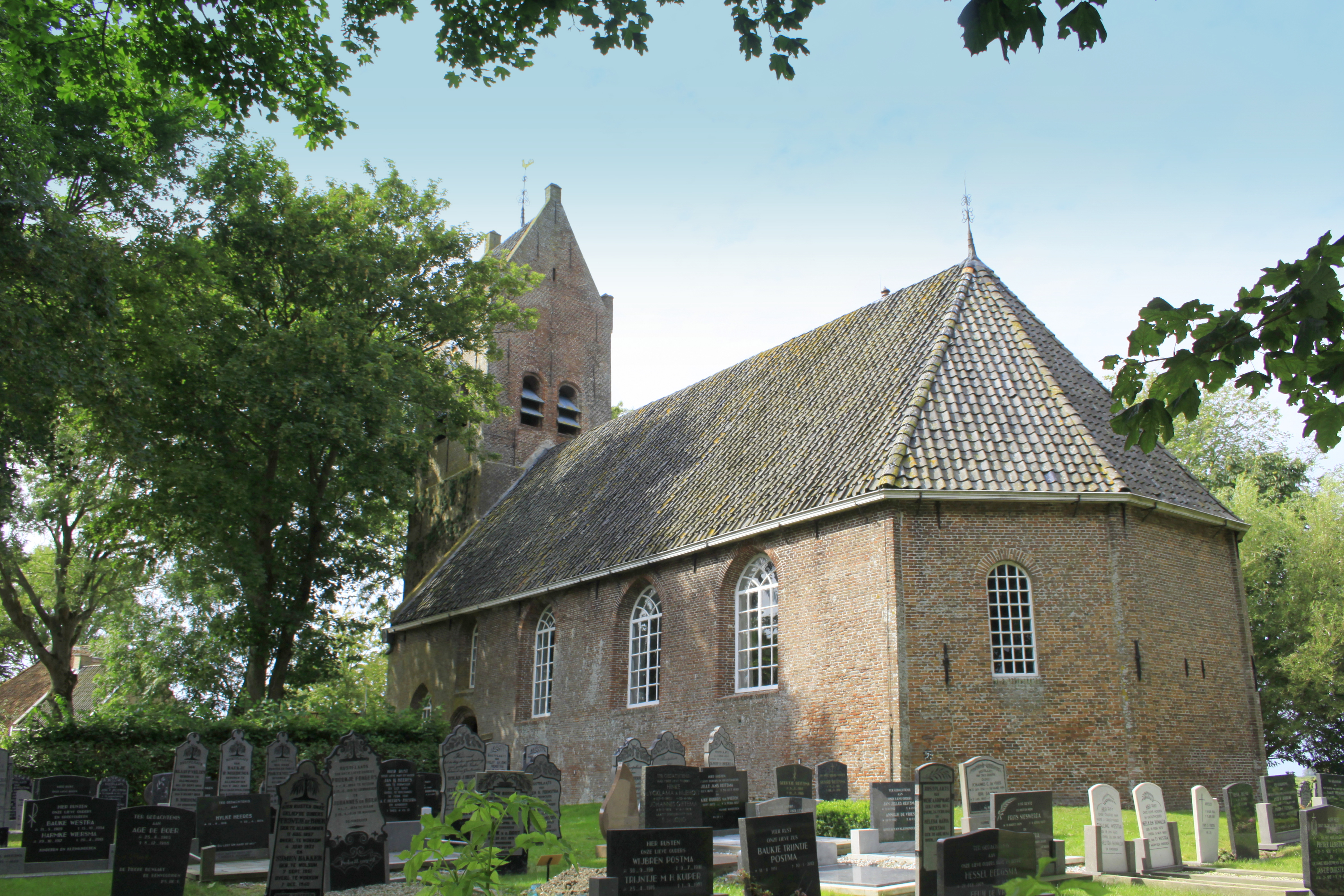
Grote Kerk
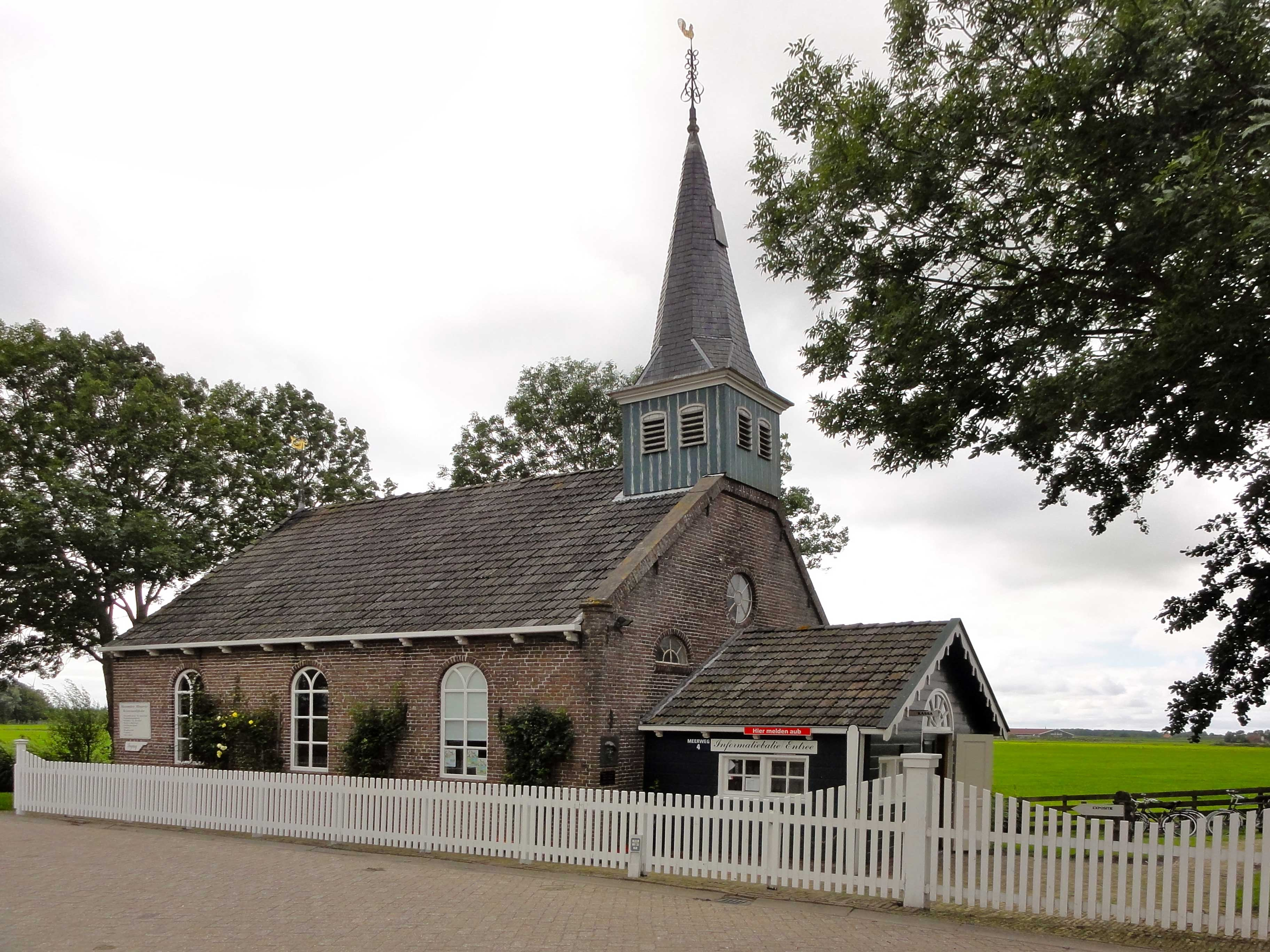
Gereformeerde kerk

## Sport

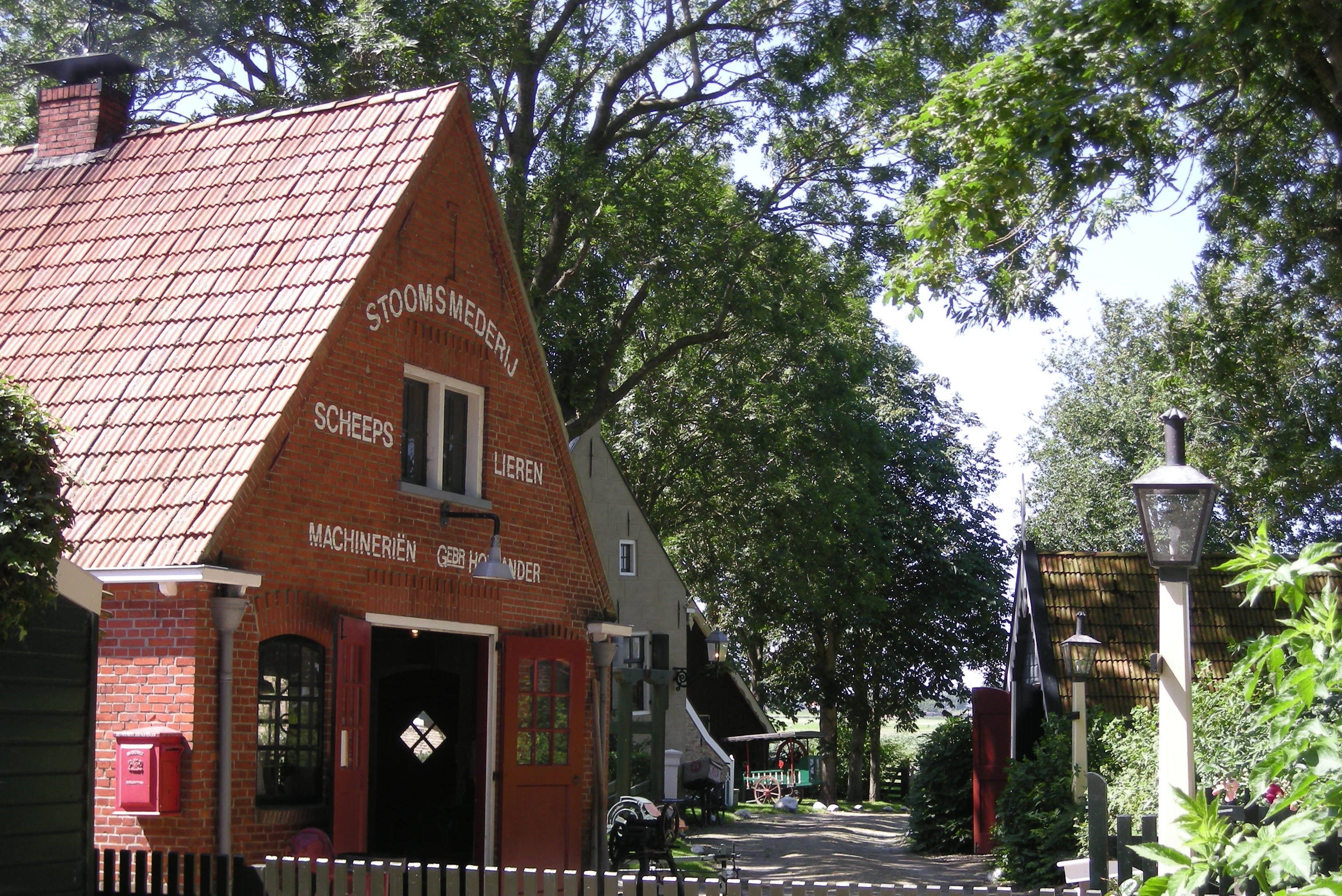
Oude smederij

Allingawier heeft samen met Exmorra een tafeltennisvereniging.

## Cultuur
Het dorp Exmorra beschikt over het dorpshuis van het tweelingdorp, 't Honk. Samen met Exmorra wordt een maandblad voor het dorpsnieuws uitgebracht

## Onderwijs
In Allingawier heeft tot 1796 een schooltje gestaan.